# باريت بول
باريت بول (بالإنجليزية:Barrett Pall؛ مواليد 15 مارس 1988) عارض أزياء وممثل أميركي.

## حياته الشخصية والتعليم
ولد بول في 15 مارس 1988 في ستوني بروك، نيويورك لعائلة يهودية. وترعرع مع أخيه وأخته. منذ 2006 إرتاد بول مدرسة ستينهاردت للثقافة والتعليم والتنمية البشرية في جامعة نيويورك وتطوع في فريق السباحة التنافسية بالجامعة. وكان سباحًا تنافسيًا لخمسة عشر عامًا. درس بول أيضًا في باريس، فرنسا وسافر حول أوروابا. أنهى تدريبه في ساترداي نايت لايف وليت نايت ويذ جيمي فالون ‏. كان بول عضوًا بأخوية الكلية اليهودية «ألفا ابسيلون بي». في ربيع 2010 تخرج بول من جامعة نيويورك مع مرتبة الشرف. زار بول إسرائيل عدة مرات وصرح أنه فخور بديانته التي تجعله يشعر أكثر بالإتصال مع روحانيته. بول هو مثلي جنس علني.

## مسيرته المهنية
صديق بول قدمه إلى عالم عارضي الأزياء بإرسال صوره لوكالات العارضين. عمله مع المصور الفوتوغرافي المعروف توني دوران كانت فرصته الأولى. وقد كان في عدد من الحملات الدعائية، ضمت حملات لكوزموبوليتان لاس فيغاس، موديرن لاكسوري، هوبز أند كينت، ديزل، لاكوست وأخرين. طلَّ بول في افتتاحيات لمجلة أبولو نوفا، غليمهوليك، فانيتي تين وأخريات.

## فيلموغرافيا
| السنة | الاسم                            | دور         | ملاحظات      |
| ----- | -------------------------------- | ----------- | ------------ |
| 2011  | بريتني سبيرز لايف: جولة فيم فاتل | عارض روماني | فِلم تلفزيوني |
| 2012  | يومًا ما سأصفر                    | آدم         | فِلم قصير     |

## روابط خارجية
- باريت بول على موقع IMDb (الإنجليزية)